# 먼가 작고 귀여운 녀석
《먼가 작고 귀여운 녀석》(일본어: 何か小さくてかわいいやつ 난카 지이사쿠테 가와이 야쓰[*])은 작가 나가노(ナガノ)가 그린 일본의 일상물 코미디 만화이며, 인간이 아닌 농담곰의 다른 작품이다.

## 개요 및 역사
본작의 주인공인 치이카와는 처음에 나가노의 트위터 계정에 "이렇게 살고 싶다"는 설명과 함께 그려진 이두신(頭身)의 동물 캐릭터로, 2017년부터 공개되기 시작하였으며, 2020년 1월부터 단독 계정이 만들어져, 만화 연재가 시작되었고, 2021년 2월 12일에 고단샤에서 단행본이 출간되었다. 이에 앞서 2월 10일 발매된 〈모닝〉(고단샤) 11호에 단편이 게재되었다.
기본적으로는 치이카와와 그의 친구 하치와레, 우사기가 보내는 일상을 단편 형식으로 그린 이야기이다. 한편으로는 적을 토벌하거나 그를 위한 무기가 등장하기도 하고, 치이카와를 포함한 주요 캐릭터들이 "일을 해서 수입을 벌며 살아간다"는 현실적인 설정이 존재한다. 또한 연작 에피소드에서는 함께 시험을 보러 갔지만 한쪽만 합격하는 (잡초 뽑기 자격시험 편), 원하는 것을 꺼낼 수 있는 지팡이를 사용한 결과 괴물이 되어버리는 (지팡이 편), 세뇌되어 석화된 동족을 망치로 부숴야 하는 (주마 편) 등 부조리하고도 냉혹한 전개가 특징이다. 또한, 치이카와 문장(치이카와 구성)이라고 불리는 독특한 말투나, 야쿠르트, 타벳코 동물, 챠루메라 등 실제 존재하는 식품이 등장하는 점도 특징 중 하나다.
2021년 10월 28일 동화공방이 제작을 맡아 애니메이션화 확정 소식이 발표되었다. 이후 2022년 4월 4일부터 후지TV 계열 《메자마시 테레비》 내에서 방송이 시작되었다. 이에 앞서 같은 해 1월 4일부터 해당 프로그램의 점성술 코너가 본작과 콜라보한 〈치이카와 운세〉로 리뉴얼되었다.
2022년 6월에는 일반사단법인 캐릭터 브랜드·라이선스 협회가 주최하는 일본 캐릭터 대상에서, 트위터발 콘텐츠로서는 처음으로 그랑프리를 수상하였다. 또한 치이카와 특유의 표현 중 하나인 〈○○라는 거야!? (○○ってコト!?）〉는 이 가디언 주식회사에서 선정한 《SNS 유행어 대상 2022》에서 대상을 수상하였다.
2024년 8월 10일에 열린 '오다이바 모험왕 치이카와 스페셜 스테이지'에서, 첫 스마트폰 앱 〈치이카와 포켓〉의 출시가 결정되었음이 발표되었다. 당초 2025년 1월 출시 예정이었으나 한 차례 연기되어, 최종적으로 3월 27일 출시가 확정되었다. 이 앱은 전 세계 43개 국가 및 지역에서 출시될 예정이며, 사전 등록자는 230만 명을 돌파했다.

## 세계관
이 작품의 세계관은 숲과 초원 등 자연이 풍부하게 펼쳐진 풍경 속에, 거대한 음식이 존재하거나 음식이 식물처럼 자라거나 샘솟는 장소가 있는 등 환상적인 요소들이 공존한다. 한편, 주택과 가게가 늘어서 있고, 화폐 경제와 인터넷도 존재하는 등 매우 문명화된 세계이기도 하다.
이 세계의 주민인 치이카와들과 친구들은 '잡초 뽑기'나 '토벌'과 같은 일을 하며, 그 보수를 통해 생계를 유지하고 있다. 이러한 일거리는 모두 '갑옷 씨(요로이상)'라는 종족이 맡기고 있으며, 갑옷 씨는 상점을 운영하는 등의 방식으로 치이카와들의 생활 전반에 관여하고 있다.
또한 다양한 자격증과 이를 취득하기 위한 검정시험이 존재하며, 자격증의 종류에 따라 보수를 올리거나 술을 마실 수 있는 권한이 주어지는 등의 설정도 있다.
이 외에도 이 세계에는 치이카와나 갑옷 씨 외에 다양한 신비한 생물들이 서식하고 있으며, 그중 일부는 해를 끼칠 수 있는 위험한 개체이기도 하다. '가면 키메라'나 '데카츠요(뭔가 크고 강한 녀석)'처럼 말을 할 수 있는 개체도 등장한다.
성별에 대한 개념은 본편에서 명확히 표현되지 않지만, 단행본 5권 뒷표지에 거인 "오데"라는 표현이 등장하며, '마녀'나 '아저씨' 등 특정 성별을 암시하는 명칭의 캐릭터들도 일부 등장한다.

## 등장인물

### 주요 캐릭터
치이카와(ちいかわ)
성우: 아오키 하루카 / 이주은
이 작품의 주인공. 생일은 2017년 5월 1일. 이름은 원래 "뭔가 작고 귀여운 녀석"이라는 표현에서 팬들이 줄여 부른 치이카와(ちいかわ)에서 유래했다. 초기에 예정되어 있던 이름은 니토리(似鳥)였다고 한다.
대사는 거의 없지만 "와!", "야~", "후!" 같은 간단한 소리를 낸다. 그래도 전혀 말을 못 하는 건 아니라서, 하치와레가 '챠루메라'를 '챠리메라'라고 잘못 말했을 때 "챠루…"라고 정정하려 하거나, 쿠리만쥬에게 받은 커피를 마시고 "쓰다…"라고 말하는 모습도 있다.
연재 초반에는 겁이 많고 자주 우는 성격이었지만, 다양한 경험을 겪으며 점점 성장해 나가고 있다. 울보 같은 이미지와 달리, 맨손으로 키메라를 물리치기도 할 만큼 전투 능력도 꽤 높고, 자신이나 친구들이 위기에 처했을 땐 순간적으로 각성한 듯한 기지를 발휘해 민첩하게 행동하는 모습도 보인다.
'무차우마 요거트' 경품에 당첨돼 얻은 집에 살고 있으며, 그 외에도 ‘무차우마 푸딩’ 경품으로 스키야키 세트를, ‘무차우마 쿠키’ 경품으로는 캔 쿠키를 얻는 등, 제법 운이 좋은 편이다.
토벌할 때 사용하는 무기는 분홍색의 사스마타(갈고리처럼 생긴 창)이고, 잠잘 때 입는 파자마 색도 분홍색이다.
'잡초 뽑기 자격시험 5급' 합격을 목표로 공부 중이다. 2권 시점까지 두 번 응시했지만 두 번 다 떨어졌다. 라코에게는 음식을 "정말 맛있게 먹는다"고 칭찬을 들은 적이 있다. 하지만 브로콜리를 싫어해서, "강해지고 싶다면 브로콜리와도 마주할 필요가 있어"라는 조언을 받는다.
어떤 동물이 모델인지 명확하게 언급된 적은 없지만, 작가가 트위터에서 쥐 이모지를 사용한 적이 있다. 애니메이션 126화부터는 레몬 스티커 붙이기 아르바이트를 하고 있다.
하치와레가 전이된 평행세계에서는 귀가 사라지고, 머리 꼭대기에는 뿔처럼 생긴 돌기가 자라 있으며, 꼬리가 있고, 배꼽도 생겼으며, 배는 분홍색으로 물들어 있었다.
  하치와레(ハチワレ)
성우: 타나카 마코토 / 손정민
하치와레 고양이를 모티브로 한 캐릭터로, 치이카와와 토끼의 친구이다. 생일은 2020년 5월 1일이다. 처음에는 이름이 이케타니(池谷)가 될 예정이었으나, 고양이를 모티브로 한 캐릭터이지만, 나가노 전시회에서는 하치와레가 고양이가 아니라고 밝혀졌다.
말을 유창하게 하고, 사교적이며 호기심이 많은 낙천적인 성격이다. 기타를 연주할 수 있고, 혼잣말(ひとりごつ)이라는 제목의, 빨래가 덜 마른 상태를 주제로 한 자작곡도 가지고 있다.
털뭉치를 토하거나, 무의식적으로 혀를 내밀거나, 꽃 냄새를 맡고 플레멘 반응을 보이는 등의 고양이 같은 모습도 자주 등장한다.
세 캐릭터 중 유일하게 (제대로) 말을 할 수 있어서 그런지, 다른 캐릭터들과 가장 적극적으로 대화를 나누는 장면이 많다.
'챠루메라'를 '챠리메라', '오카시노 마치오카(과자 할인 매장)'를 '오카시노 마치 오카'라고 기억하는 등 엉뚱한 모습도 있으며, 이를 지켜보던 두 명의 갑옷 아저씨(노동 갑옷, 포셰트 갑옷)에게 태클을 받기도 한다.
챠루메라 외에도 케첩 파스타를 만들어 대접하는 장면도 있고, 꽤 뛰어난 자취 실력을 가지고 있는 것으로 보인다. 지식도 풍부해서, '전설의 생물도감'에서 매머드나 인어에 대해 알고 있다.
치이카와가 곤란할 때는 먼저 나서서 도와주며, 우정을 소중히 여긴다. 현재는 동굴에서 혼자 살고 있으며, 토벌할 때 사용하는 무기는 파란색 사스마타(갈고리창)다. 파자마 색도 파란색이다. 살고 있는 동굴엔 문이 없어 벌레(기치기치)가 자주 들어오는데, 그때마다 사스마타로 쫓아내고 있다.
잡초 뽑기 자격시험 5급을 보유하고 있다. 위기에 처했을 때는 "어떻게든 되라!"고 외치며 그대로 돌진해 문제를 해결하는 일이 많다.
좋아하는 노래로는 일본 향도 제품 광고에서 나오는 '청운(青雲)의 노래'를 꼽았다.
2024년 3월 업데이트에서는 키메라화되었지만, 평행세계에서 원래 세계로 돌아올 때는 다시 원래 모습으로 되돌아왔다. '오카메 편'에서는 회색 아이들에게 잡히지만, 어떤 방법인지 알 수 없으나 무사히 탈출했다.
  우사기(うさぎ)
성우: 오자와 아리 / 권다예
토끼를 모티브로 한 캐릭터. 치이카와와 하치와레의 친구이며, 생일은 2019년 1월 22일이다. 처음에는 둔기(鈍器)라는 이름이 붙여질 예정이었다.
항상 텐션이 높고 자유분방하게 행동하며, 때로는 트러블메이커 같은 면도 있지만, 치이카와와 하치와레가 위기에 처했을 때는 도와주거나 곁에서 지지해 주는 등 친구를 생각하는 따뜻한 면도 많다. 또 모몽가 같은 캐릭터에 대해서는 본심을 꿰뚫어보는 듯한 날카로운 면모도 보인다. 기타도 연주할 줄 안다.
말은 하지 않고, "우라", "야하", "푸루야", "흐응", "하아?", "루루루루루", "우라라라라아" 같은 괴성을 자주 낸다. 하지만 한 번은 “츠츠우라우라(津々浦々)”라고 네 글자 숙어를 말한 적도 있다.
먹을 것에 대한 집착이 강한 편이며, 토벌 시 사용하는 무기는 양 끝이 폭발하는 노란색 장치봉으로, 매직펜으로 그린 듯한 마크가 붙어 있다. 파자마 색도 노란색이다.
잡초 뽑기 자격시험 3급을 가지고 있으며, 세 친구 중 유일하게 거주지가 공개되지 않아 사생활이 수수께끼에 싸여 있다. 하지만 7권 수록 에피소드에서는 집처럼 보이는 라이브하우스 같은 장소가 등장한다.
리사이클 숍에서 사온 아이템을 자주 가져오는데, 처음엔 소원을 실현해 주는 지팡이를 가져왔으나, 그 지팡이에서 나온 카메라는 찍은 대상을 사라지게 하고, 사용자는 괴물로 변해버렸다.
두 번째로 가져온 '나무 조각'은 날개가 달려 날 수 있게 해 주었지만 벌레처럼 작아지기도 했고, 종종 저주받은 아이템일 때가 많다. 이와 관련해 하드오프 공식 트위터는 "치이카와 일행이 리사이클숍에서 항상 큰일을 겪어서 미안한 마음이 든다"고 언급하기도 했다.
사실 이 캐릭터는 본작보다 먼저 《모구모구 먹방 곰》(MOGUMOGU 食べ歩きくま) 홍보 만화에서 처음 등장했다.
평소엔 의미 있는 말을 하지 않고 괴성만 지르지만, 패밀리마트와의 콜라보 만화에서는 "어서 오세요"를 "샤아아아우라라라라앗쎄에~!"라고 외친 적이 있다.
2022년 8월 5일 업데이트에서는 하치와레가 "항상… 어디에 나가는 거야?"라고 묻자 "츠츠 우라우라(津々浦々)"라고 대답해, 그 네 글자 숙어가 트위터 실시간 트렌드에 오르기도 했다.
2024년 1월 22일 업데이트에서는 생일 당일이라는 설정으로, 토끼가 스스로 자신의 생일을 축하하는 내용의 에피소드가 공개되었다.
하치와레가 전이된 평행세계에서는 괴성이 기존의 "우라", "야하"에서 "데라"로 바뀌었고, 몸 전체가 밝은 노란색으로 물들어 있었으며, 꼬리는 돼지처럼 말려 있고, 앞니가 튀어나왔으며, 귀는 가위처럼 바뀐 모습이었다.

### 서브 캐릭터
쿠리만쥬(くりまんじゅう)
성우: 아사이 타카유키/ 원종준
머리 모양이 밤만쥬를 닮은 캐릭터. 겉모습은 사랑스럽지만, 속성(성격)은 아저씨 같은 면이 강하다. 맛있는 안주와 술을 즐기는 모습이 종종 치이카와 일행에게 목격되며, 숙취로 괴로워하면서도 해장술을 찾는 등 술을 정말 좋아하는 인물이다.
치이카와를 간지럽히며 장난치는 토끼를 연어포로 툭 치며 말리거나, 풀 뽑는 노동 중에는 치이카와에게 캔커피를 사주고, 와사비 맛 감자튀김이나 굴을 나눠주는 등 의외로 잘 챙겨주는 면도 있다. 대사는 거의 없고, 주로 음식이나 술을 마신 후 "하아…" 하고 숨을 내쉬는 정도만 말한다.
치이카와 세계에서는 술을 마시기 위해 '자격'이 필요한데, 이 캐릭터는 그 자격을 보유하고 있는 인물이다. '오카메 편'에서는 회색 친구들에게 붙잡히는 에피소드도 있다.
  모몽가(モモンガ)
성우: 이구치 유카/ 김다빈
모몽가 캐릭터는 귀여운 외모를 가졌지만, 말투나 행동은 건방지고 도발적인 면이 많아 성격이 그리 좋지는 않다. 항상 다른 사람에게 '귀엽다'는 말을 듣고 싶어 하는 욕구가 아주 강한 캐릭터이다. 종종 '노동의 갑옷 씨'에게 "혼내줘!"나 "큰소리 내봐!" 같은 무리한 부탁을 하며, 마지막에는 꼭 귀엽게 굴면서 마무리하는 것이 이 캐릭터의 단골 패턴이다. 그런 무리한 부탁을 매번 받는 노동의 갑옷 씨는 점점 귀찮아하고 있다.
기분이 나쁘거나 싫은 일이 생기면 "싫어~! 하기 싫어~!"(이야야다야다~)라고 떼를 쓴다. 토끼와도 자주 엮이지만, 토끼에게는 어딘가 밀리는 구석이 있어 항상 제압당하는 경우가 많다.
또한 데카츠요(뭔가 크고 강한 녀석)에게서 뭔가를 빼앗은 듯한 복선이 여러 번 나오며, "돌려줘!!"라는 말을 들으며 쫓긴 적도 있다. 정확히 무엇을 빼앗았는지는 아직 묘사되지 않았지만, 데카츠요와 몸이 바뀌었다는 설정이 거의 확정된 상태이다.
  시사(シーサー)
성우: 시마부쿠로 미유리/ 장채연
시사를 모티브로 한 캐릭터로, 배려심이 깊고 매우 상냥한 성격을 지녔다. 표정이 풍부하며, "키비시사(엄격한 시사)", "우레시사(기쁜 시사)", "야사시사(다정한 시사)" 등 '시사'라는 말을 활용한 표현들이 자주 등장한다.
슈퍼 아르바이터(최상급 알바생) 자격증을 가지고 있으며, "로우"라는 라멘집에서는 점원(제자)으로 일하고 있다. 라멘 갑옷 씨를 "스승님"(お師匠)이라고 부르며 존경하고 있다.
시사를 모티브로 한 만큼 오키나와 문화를 잘 알고 있어서, '사타판빈'(미야코섬 방언, 본섬에서는 '사타안다기')이나 '산핀차' 같은 오키나와 음식이나 단어가 자주 등장한다. 술에 취한 쿠리만쥬가 "로우"에 찾아왔을 때는 스테이크를 대접하기도 하고, 기분이 좋아지면 에이사 춤을 추기도 한다.
일을 위해 술 자격증을 따고 싶어 하며, 쿠리만쥬를 스승처럼 따르는 듯한 모습도 자주 보인다. 하치와레가 전이된 평행세계에서는 귀가 길어진 모습으로 등장한 적도 있다.
  랏코(ラッコ)
성우: 우치다 유우마/ 이동윤
해달 캐릭터는 상위 랭커로, 치이카와 일행의 동경의 대상이다. 오른쪽 눈 위에는 십자 형태의 흉터가 있다. 평소에는 책임감 있고 잘 챙겨주는 형 같은 존재로, 늘 단정하고 멋진 말투를 쓰며 얼굴도 항상 날카로운 표정을 유지한다. 하지만 엄청난 단 것을 좋아하는 성격이라, 단 음식을 입에 넣는 순간 얼굴 표정이 확 풀려버린다.
커피는 쓴 맛이 강해서, 설탕이나 크림을 넣지 않으면 마시지 못한다. 쇼핑몰에서는 자신이 타고 온 애차(꽃과 얼굴이 달려 있는 귀여운 차)의 위치를 찾지 못해 눈물을 글썽이기도 하는 등, 의외로 감정 표현이 풍부한 면도 지니고 있다.
  카니(かに)
고서점 캐릭터는 핑크색의 외모를 가진 캐릭터로, 현재는 이름이 붙은 정식 캐릭터(네임드 캐릭터)로 승격되었으며, 그 이후로는 게 모양 머리띠를 벗은 모습은 등장하지 않았다. 그러나 모브(배경) 마스코트 시절에는 짧고 축 처진 두 귀가 달린 모습으로 그려졌다.
원래는 헌책방을 운영하는 조연 마스코트였으며, 2023년 1월 24일 업데이트에서 갑작스럽게 만화 후반부에 정식 캐릭터로 승격되었다. 성격은 내성적이고 부끄럼을 많이 타는 편, 말수가 적은 대신 "큭큭", "후훗" 하고 조용히 웃는 장면이 자주 나온다.
모몽가의 강한 자기주장에 눌릴 때가 많지만, 내심 싫어하는 것은 아닌 듯한 묘사가 있으며, 원래부터 모몽가의 친구이자 헌책방 주인이라는 설정의 모브 마스코트였다.
토벌 시 사용하는 무기는 회색 사스마타(도구형 무기)로, 이는 마스코트 시절의 몸 색과 같으며, 네임드 캐릭터로 승격된 뒤에도 무기 색은 그대로 유지되고 있다.
승격 직전에는 점심시간에 햄치즈마요빵을 가져오는 장면이나, 모몽가의 머리에서 자란 버섯으로 카레볶음밥을 요리하는 모습이 그려졌고, 모몽가가 자신의 몫까지 먹어버릴 정도로 맛있었다는 언급이 있다. 이를 통해 어느 정도 자취 실력도 있는 것으로 보인다.
정식 캐릭터로 승격되기 직전에는 이 캐릭터 중심의 에피소드나 모몽가와 둘이 중심이 되는 이야기가 연속해서 이어졌고, 최초 등장일은 2020년 8월 29일로, 당시 하치와레가 고서점을 발견해 치이카와와 함께 검정시험용 책을 고르고 사는 에피소드였다.
초등장 당시에는 조연 마스코트였지만, 이후 치이카와 세계관에서 최초로 네임드 캐릭터로 승격된 마스코트이기도 하다.
또한 동일 인물인지는 불확실하나, 관련 서적 〈조금 작고 수수께끼 같은 녀석〉(ちいかわ ナゾトキ なんか小さくて謎めいたやつ)에서는 하치와레가 고서점에서 어떤 책을 발견하는 이야기가 등장하기도 한다.

### 갑옷 아저씨
치이카와 일행의 일을 관리하거나 생활을 지원해주는 갑옷을 입은 인간형 종족. 색상이 다른 동일한 개체들이 여러 명 존재한다.
  포셰트의 갑옷(ポシェットの鎧さん)
성우: 마츠오카 요시츠구/ 원종준
회색 갑옷 씨. 곰 모양 포셰트나 파자마를 직접 만들 정도로 귀여운 것을 좋아한다. 시간이 지날수록 치이카와 일행과의 관계가 깊어지며, 높은 위치의 갑옷 씨에게 "너무 친하게 지내는 것 아니냐"는 주의를 받는 장면도 있다. 또한 2023년 9월부터 2024년경까지 방송된 묘세이 『챠루메라』 TV 광고 「가리비 삼중주 편」에서는 챠루메라 아저씨 풍의 모습으로 등장해, 치이카와 일행에게 가리비 조개 탈을 만들어 선물해주는 등 다정하게 대해주는 모습도 보여준다.
  노동의 갑옷(労働の鎧さん)
성우: 토치 히로키/ 원종준 → 김병현
가장 먼저 등장한 갑옷 씨. 구리색 갑옷을 입고 있으며, 주로 접수 창구 업무를 담당한다. 모두에게 일이 주어지는 것은 아닌 듯하며, "먼저 오는 사람이 임자야!"라고 말하기도 했다.
  라멘의 갑옷(ラーメンの鎧さん)
성우: 스기타 토모카즈/ 김종엽
노란색 갑옷 씨. 라멘 가게 "로우"(郎)의 주인으로, 일할 때는 머리에 흰 수건을 두르고 있다. 어려운 아르바이트 시험을 통과한 시사를 점원으로 고용하고 있으며, 시사에게 깊이 존경받고 있다. 시사는 라멘 갑옷 씨와 같은 색의 갑옷을 구입해 착용하기도 한다.
  대장 갑옷(偉い鎧さん)
성우: 슨세키 카즈히로/ 김종엽
금색 갑옷 씨. 다른 갑옷 씨들의 상사에 해당하는 존재로, 다른 갑옷 씨들과는 달리 등에는 망토를 두르고 있고, 머리에는 왕관처럼 생긴 장식이 달려 있는 것이 특징이다.
  풀 담당 갑옷(草の鎧さん)
일본어판 성우: 스스이시 카즈히로
주황색 갑옷 씨로, 머리에 다채로운 반다나를 두르고 있다. 치이카와 일행이 풀 뽑기 작업으로 가져온 풀을 수거하고 무게를 재는 일을 담당하며, 위험한 풀이 섞여 있는지 확인하는 검사도 함께 수행한다. 하치와레가 위험초를 채집해 왔을 때는 이를 높이 평가해 보수를 인상해 주었다.
하치와레가 이동한 평행세계에서는 무사풍의 모습으로 등장했다. 로우 에피소드는 팬들 사이에서 인기가 높으며, '치이카와 카페'에서는 "로우" 라멘을 재현한 메뉴가 판매되기도 했다.
  찻집의 갑옷(喫茶店の鎧さん)
검은색 갑옷 씨. 찻집의 마스터로, 말을 하지 않는 캐릭터다.
랏코에게 "피로에 확 듣는 무언가를" 요청받자, 비엔나커피(ウインナーコーヒー) 를 내어주었다. 커피의 쓴맛에 얼굴을 찌푸리는 랏코를 보고, 아무 말 없이 조용히 설탕과 우유를 건네주는 섬세한 배려를 보여준다.
조용하지만 세심한 성격으로, 말없이도 따뜻함을 전하는 찻집의 상징 같은 존재다.
  타코야키의 갑옷(たこ焼きの鎧さん)
빨간색 갑옷 씨로, 머리에 흰색 반다나를 두르고 있다. 타코야키 포장마차에서 일하며, 활기차고 장사에 열정적인 모습으로 그려진다.
포셰트 갑옷 씨와 친분이 있으며, 포셰트 갑옷 씨가 치이카와 일행을 위해 만든 타코 수트(たこぎ) 덕분에 가게가 잘 되고 있다며 고마움을 표현하기도 했다. 일상 속 잔잔한 유대와 따뜻한 감정이 묻어나는 캐릭터로, 포장마차 세계관 속에서 개성 있는 존재감을 드러낸다.
  포장마차의 갑옷(屋台の鎧さん)
일본어판 성우: 야스무라 마코토
회색 갑옷 씨로, 축제 때 등장하는 포장마차에서 빛나는 고리(光る輪)를 판매하고 있다. 조용한 분위기를 가진 인물이지만, 축제의 활기를 더해주는 존재로, 치이카와 일행에게도 인상적인 만남을 남긴다. 일상과는 조금 다른 특별한 날, '오늘은 뭔가 기대되는 일이 생길지도'라는 설렘을 상징하는 캐릭터로 그려진다.
  점원의 갑옷 (店員の鎧さん)
일본어판 성우: 카와다 신지
초록색 갑옷 씨로, 흰색 앞치마를 착용하고 있으며 약국에서 근무하고 있다. 조용하고 성실한 이미지로, 고객들에게 필요한 약이나 상품을 정성스럽게 안내하며, 치이카와 세계의 일상적인 풍경에 따뜻한 현실감을 더해주는 캐릭터다. 작품 속에서 자주 등장하지는 않지만, 주변 인물들과의 교류나 일상적인 공간을 풍성하게 만드는 데 중요한 역할을 한다.
  빙수의 갑옷 (かき氷の鎧さん)
빨간색 갑옷 씨로, 빙수 포장마차에서 일하고 있다. 무더운 날 축제 분위기 속에서 시원한 빙수를 판매하며, 여름의 정취를 더해주는 캐릭터이다.
  유도후의 갑옷 (湯豆腐の鎧さん)
초록색 갑옷 씨로, 유도후(따뜻한 두부탕) 를 판매하는 이동식 포장마차에서 일하고 있다. 따뜻하고 차분한 이미지로, 추운 날씨나 밤의 장면에 어울리는 인물이다.
  도장 갑옷 (スタンプの鎧さん)
회색 갑옷 씨로, 불시 음주 면허증 검사를 수행하는 역할을 맡는다.
크리만주(くりまんじゅう)에게 면허증 소지 여부를 확인했으나, 도마뱀이 면허증을 들고 도망친 탓에 미소지(불소지)로 간주, 그의 이마에 금지 표시 스탬프(禁マークのスタンプ) 를 찍었다.

### 파자마 파티스
모든 멤버의 얼굴이 그려지지 않은 파자마 차림의 모브 마스코트 4인조 그룹이며, 초기에는 관객도 없이 들판에서 공연하던 중, 단지 갑옷 씨가 우연히 지나친 정도였지만, 입소문이 퍼지면서 점점 인기를 얻게 된다. 이후 대형 이벤트인 '무챠 페스'에 출연이 결정되지만, 바로 그 직전에 초록색 파자마를 입은 멤버를 제외한 나머지 멤버들이 거대한 새에게 납치되고 만다.
이에 따라 치이카와 일행이 임시 멤버로 파자마 파티스(パジャマパーティーズ)에 합류하게 된다. 그리고 '무챠 페스' 당일, 간신히 탈출해 돌아온 원 멤버들이 치이카와 일행의 도움을 받아 무사히 본 무대에 설 수 있게 된다.
공연 후에는 감사의 의미로 치이카와 일행을 무대에 초대하여 함께 노래하고 춤을 춘다. 그 이후에도 신곡을 발표하거나, 자체적으로 콘서트를 여는 등 활발한 활동을 이어가고 있다.
전원 모두 대사는 기본적으로 숨소리와 비슷한 애드리브 음성으로 표현되지만, 치이카와 일행이나 갑옷 씨와는 의사소통이 가능하다. 또한 "우 우 와 와 우와 우와와 타~쿠 타~쿠 챠오" 같은 구호를 외치기도 한다.
  초록색
성우: 모로호시 스미레/ 김서현
초록색 파자마를 입은 리더. 애니메이션 127화 엔딩 크레딧에서 이름이 확정되었다. 두 개의 뿔과 치이카와를 닮은 둥근 귀, 소처럼 생긴 꼬리를 가지고, 무대에서는 왼쪽에서 두 번째 자리에 선다.
첫 등장 당시에는 회색 아이들과 마찬가지로 온몸이 회색이었으며, 눈앞에서 파자마가 매진되어 사지 못한 적도 있다. 이후에는 포셰트 갑옷 씨가 오기 전부터 가게 앞에서 개점 대기를 하거나, 납치된 동료를 밤마다 홀로 찾아다니는 등 정성스럽고 성실한 모습을 보였다.
파자마 파티스 결성에 앞서 스스로 '파자마 모임'이라는 집회를 열었고, 파자마 파티스의 활동에서는 작사, 작곡, 안무는 물론 스케줄 관리까지 혼자 해내며, 동료가 거대한 새에게 납치되었을 때에도 치이카와, 하치와레, 우사기 외에는 그 사실을 끝까지 밝히지 않는 등 독창성, 실행력, 책임감이 넘치는 존재이다. 이런 성격 탓에 조급함을 느끼면 흥분 상태에 빠지기도 한다.
  분홍색
성우: 나가나와 마리아/ 김진아
분홍색 잠옷을 입고 있는 멤버. 애니메이션 133화 엔딩 크레딧에서 이름이 확정되었다. 축 처진 귀와 작은 꼬리가 달려 있다. 커다란 새에게 쫓겨 도망친 이후에는 오른쪽 귀가 손상되고, 얼굴에는 오른쪽 대각선 방향의 십자 모양 상처가 생겼고, 무대에서는 오른쪽에서 두 번째 자리에 선다.
리더인 초록색에게 자주 의견을 제시하거나 보조하는 일이 많으며, 무챠 페스에서는 무대에서 춤을 추다가 치이카와 일행 셋을 발견하고, 셋도 함께 무대에서 춤추자고 제안했다. 신곡 "해골"의 과격한 가사에는 처음에 강하게 반발하며 초록색에게 거칠게 소리치기도 했다. 또한, 라이브에서 앙코르에 응할 지를 초로색에게 따져 묻거나, 초록색이 고래 괴물에게 습격당해 위기에 처했을 때는 공격의 선봉에 나서기도 했다.
  하얀색
성우: 사사하라 유우/ 양은한
하얀색 파자마를 입고 있는 멤버. 애니메이션 133화 엔딩 크레딧에서 이름이 확정되었다. 머리 꼭대기에는 크림 끝처럼 뾰족한 뿔이 하나 나 있다. 거대한 새에게 쫓겨 도망친 이후에는 얼굴에 왼쪽 대각선 방향의 십자 모양 상처가 생겼다. 무대에서는 오른쪽 끝자리에 서며, 무챠 페스에서는 왼쪽 끝에 선다.
  보라색
성우: 우치야마 마리/ 임지연
보라색 파자마를 입고 있는 멤버. 애니메이션 133화 엔딩 크레딧에서 이름이 확정되었다. 치이카와와 비슷한 둥근 귀가 달려 있다. 거대한 새에게 쫓겨 도망친 이후에는 왼쪽 귀가 손상되었다. 무대에서는 왼쪽 끝자리에 서며, 무챠 페스에서는 오른쪽 끝에 선다.

### 그외 기타, 단역
- 모브 마스코트(モブマスコット)
- 개복치(マンボウ)
- 키메라(キメラ)

성우: 코다 마리코/손정민
- 기면 키메라(お面キメラ)

성우: 이하라 마사아키/원종준
- 스핑크스(スフィンクス)
- 벌레(虫)
- 데카츠요[8](でかつよ)

성우: 야마시타 타이키/김병현
- 투구벌레(カブトムシ)
- 아노코[9](あのこ) + 몬스터
- 별똥별(星)
  - 성우: 매튜 마사론 바론/이동윤
- 상급 별(三ツ星)
- 죽방울 아저씨(けん玉おじさん)
- 풍뎅이(カブトムシ) + 의태형 몬스터

일본어판 성우: 무토 시오리, 토네 켄타로
- 묵찌빠(グーチョキパー) + 의태형 몬스터

일본어판 성우: 타무라 유카리
- 코끼리 + 괴물
- 꿀맛맨(むちゃうマン)
- 오데(オデ)

일본어판 성우: 미야케 켄타

## 만화
나가노 작가가 만든 만화 작품이며, 트위터에서 2020년 1월부터 연재되었으며, 출판사는 코단샤로, 2024년 11월 기준으로 7권까지 나왔다. 대한민국에서는 미우(대원씨아이)에서 출간하고 있다.

### 정식 일본어판
| 권수 | 색상 | 표지 캐릭터 | 정식 오리지널 출간일 | 정식 ISBN              | 최종 ISBN              | 비고 |
| ---- | ---- | ----------- | -------------------- | ---------------------- | ---------------------- | ---- |
| 1권  |      | 치이카와    | 2021년 2월 12일      | ISBN 978-4-06-522396-3 | ISBN 978-4-06-522729-9 |      |
| 2권  |      | 하치와레    | 2021년 8월 23일      | ISBN 978-4-06-524251-3 | ISBN 978-4-06-524252-0 |      |
| 3권  |      | 우사기      | 2022년 3월 23일      | ISBN 978-4-06-526611-3 | ISBN 978-4-06-527386-9 |      |
| 4권  |      | 쿠리만쥬    | 2022년 7월 22일      | ISBN 978-4-06-528650-0 | ISBN 978-4-06-528579-4 |      |
| 5권  |      | 모몽가      | 2023년 1월 23일      | ISBN 978-4-06-530183-8 | ISBN 978-4-06-530276-7 |      |
| 6권  |      | 시사        | 2023년 12월 21일     | ISBN 978-4-06-533982-4 | ISBN 978-4-06-533983-1 |      |
| 7권  |      | 랏코        | 2024년 11월 21일     | ISBN 978-4-06-537544-0 | ISBN 978-4-06-537540-2 |      |

### 정식 한국어판
| 권수 | 색상 | 표지 캐릭터 | 정식 오리지널 출간일 | 정식 ISBN          | 비고 |
| ---- | ---- | ----------- | -------------------- | ------------------ | ---- |
| 1권  |      | 치이카와    | 2022년 6월 27일      | ISBN 9791170625360 |      |
| 2권  |      | 하치와레    | 2022년 8월 31일      | ISBN 9791170625377 |      |
| 3권  |      | 우사기      | 2023년 2월 18일      | ISBN 9791170625384 |      |
| 4권  |      | 쿠리만쥬    | 2023년 9월 18일      | ISBN 9791170628804 |      |
| 5권  |      | 모몽가      | 2024년 2월 28일      | ISBN 9791171723799 |      |

## 애니메이션
애니메이션은 동화공방에서 만들어 2022년 4월부터 《메자마시 TV》코너로 매주 금요일에 방영하고 있으나, 1년 뒤인 매주 화요일과 금요일로 방송하고 있다. 대한민국에서는 대원방송 계열에서 방영하고 있다. 동화공방에서 만든 애니메이션 중 한국어 더빙으로 나온 것은 이 작품이 처음이다.

### 스태프
- 원작 - 나가노(ナガノ)[12]
- 시리즈 디렉터 - 미하라 타케노리(三原武憲)[12]
- 셋업 디자인・총작화 감독 - 아사쿠라 유키(朝倉夕貴)[12]
- 색채 설계 - 이시구로 케이(石黒けい)[12]
- 촬영 감독 - 카네코 나오히로(金子直広)[12]
- 편집 - 차야 신고(茶谷真悟)[12]
- 음향 감독 - 츠치야 마사노리(土屋雅紀)[12]
- 음악 - 토쿠마루 슈고[12]
- 음악 제작 - 후지퍼시픽 뮤직
- 애니메이션 치프 프로듀서 - 이시구로 류(石黒竜)
- 애니메이션 프로듀서 - 와카바야시 사오리(若林さおり), 카마타 하지메(鎌田 肇)
- 애니메이션 제작 - 동화공방[12]
- 제작 - 치이카와 제작위원회

### 주제가
혼잣말(ひとりごつ)
- 작사: 나가노, 작곡·편곡: 토쿠마루 슈고, 노래: 하치와레(성우: 타나카 마코토 / 손정민)
- 에피소드: 11화 ~ 143화, 156화 ~ 현재[13]

꿀맛맨의 테마(むちゃうマンのテーマ)
- 작사: 나가노, 작곡·편곡: 토쿠마루 슈고, 노래: 카게야마 히로노부
- 에피소드: 137화 ~ 141화[14]

파자마 파티즈의 노래(パジャマパーティーズのうた)
- 작사: 나가노, 작곡·편곡: 타테야마 아키유키, 노래: 초록(성우: 모로호시 스미레) · 핑크(성우: 나가나와 마리아) · 흰색(성우: 사사하라 유우) · 보라(성우: 우치야마 마리)
- 에피소드: 144화 ~ 155화[16]

### 원작과의 차이
원작에 에피소드를 다룬 내용을 바탕으로 재구성한다.

### 방송 시간(본방송 기준)

#### 일본
후지TV와 FNN를 통해 매주 화요일과 금요일 아침 7시 40분 ~ 7시 41분경 방송된다.
- 후지TV (중심국) - 간토지방
- 홋카이도문화방송 - 홋카이도
- 이와테 멘코이 TV - 이와테현
- 센다이방송 - 미야기현
- 아키타TV - 아키타현
- 사쿠란보TV -야마가타현
- 후쿠시마TV - 후쿠시마현
- 니가타 종합 TV - 니가타현
- 나가노방송 - 나가노현
- TV 시즈오카 - 시즈오카현
- 도야마 TV 방송 - 도야마현
- 이시카와TV - 이시카와현
- 후쿠이 TV 방송 - 후쿠이현
- 도카이TV - 주부지방
- 간사이TV - 긴키지방
- 산인 중앙 TV 방송 - 시마네현・돗토리현
- 오카야마방송 - 오카야마현・카가와현
- TV 신히로시마 - 히로시마현
- TV 에히메 - 에히메현
- 고치산산TV - 고치현
- TV 니시닛폰 - 후쿠오카현
- 사가TV - 사가현
- TV 나가사키 - 나가사키현
- TV 구마모토 - 구마모토현
- TV 미야자키 - 미야자키현
- 가고시마TV - 가고시마현
- 오키나와 TV 방송 - 오키나와현

※ 그 외에도 〈치이카와〉 애니메이션은 유튜브, TVer, GYAO!, FOD 등 다양한 플랫폼에서 스트리밍, 유튜브에서는 제5화까지 무기한 시청 가능하지만, 제6화 이후부터는 1주일간의 한정 공개로 제공된다. 또한 2022년 5월 6일부터 아마존 프라임 비디오에서도 정식으로 스트리밍이 시작되었다. 이를 통해 일본 내외 다양한 시청자들이 더 쉽게 접근할 수 있게 된다.

#### 대한민국
- 애니박스에서 매주 목요일 아침에 유튜브 업로드 공개된다. (※ 지니TV · B TV VOD 제공)

### Blu-ray / DVD
| 권수         | 출시일          | 몇화              | 규격      | 규격      |
| 권수         | 출시일          | 몇화              | BD        | DVD       |
| ------------ | --------------- | ----------------- | --------- | --------- |
| 호화판1 특전 | 2023년 3월 3일  | 제1화 ~ 제40화    | BIXA-1380 | BIBA-3550 |
| 호화판1      | 2023년 3월 3일  | 제1화 ~ 제40화    | BIXA-1381 | BIBA-3551 |
| 통상판1      | 2023년 3월 3일  | 제1화 ~ 제20화    |           | BIBA-3561 |
| 통상판2      | 2023년 3월 3일  | 제21화 ~ 제40화   | BIBA-3562 |           |
| 호화판2      | 2024년 11월 8일 | 제41화 ~ 제80화   | BIXA-1382 | BIBA-3552 |
| 통상판3      | 2024년 11월 8일 | 제41화 ~ 제60화   | 빈칸      | BIBA-3563 |
| 통상판4      | 2024년 11월 8일 | 제61화 - 제80화   | 빈칸      | BIBA-3564 |
| 호화판3      | 2025년 1월 8일  | 제81화 ~ 제120화  | BIXA-1383 | BIBA-3553 |
| 통상판5      | 2025년 1월 8일  | 제81화 ~ 제100화  | 빈칸      | BIBA-3565 |
| 통상판6      | 2025년 1월 8일  | 제101화 ~ 제120화 | 빈칸      | BIBA-3566 |

## 게임
《치이카와 포켓》(ちいかわぽけっと, 먼작귀 포켓)의 어플리봇이 개발한 2025년 3월 27일부터 서비스를 시작한 수집형 방치 모바일 게임으로 앱 스토어(iOS)나 구글 플레이(안드로이드) 기기에서 지원하고 있다. 일부 국가에서 대한민국, 일본, 중화민국, 홍콩, 마카오, 태국 그리고 미국을 포함한 동시에 가능하다. 같은 해 7월부터 주인공 음성으로 추가되었다.
- 주인공: 치이카와, 하치와레, 우사기, 모몽가, 쿠리만쥬, 랏코, 시사
- 메뉴: 홈, 편성, 토벌(전투), 광장, 상점

## 호평 및 평가
원래는 사회로부터의 도피를 목적으로 탄생한 캐릭터임에도 불구하고, 만화 속에서는 치이카와의 괴롭힘을 당하는 장면이 그려지기도 한다. 토베 마미야가 넷트라보에 기고한 기사에서는, "치이카와의 성장 이야기"와 "귀여운 생명체가 불행을 겪는 모습"이 인기를 끄는 이유로 꼽힌다. 마스코트 캐릭터이기 때문에 독자들이 죄책감을 느끼지 않아도 되고, "약함"이 오히려 "귀여움"을 돋보이게 하는 효과가 있다고 한다.
타츠미 JUNK는, 이상적인 세계로 보이는 치이카와의 세계에서 노동을 하며 살아가고 있다는 점, 빈곤층으로도 해석될 수 있는 묘사가 있는 점, 나아가 치이카와의 육체를 빼앗으려는 존재가 등장하는 점 등을 들어 그 세계가 불길하다고 지적했다. 또 '느슨한 귀여움'을 띠면서도, 연재가 업데이트될 때마다 SNS 상에서 팬들 간의 활발한 해석과 분석이 이뤄지는 문화가 형성되어 있다는 점에서, 드라마 〈왕좌의 게임〉이나 만화 〈체인소맨〉과도 닮아 있다고 평가한다.
이시제키 타카카게가 넷트라보에 기고한 글에서, "환상적이고 귀여운 그림체와는 달리, 그 세계관은 괴물들이 들끓고 주변을 부패시키는 잡초가 존재하는 등 가혹한 디스토피아"라고 평하고 있다. 또한 CREA의 라이터인 SYO는 "그림체는 분명 귀엽지만 그 안에는 폭력성이 소용돌이치며 다크 판타지의 분위기가 흐른다", "치이카와 세계의 주민들은 가난하며, 분명히 의식주가 부족한 생활을 하고 있다", "각박한 일상 속에서 즐거움을 찾아낸다" 바로 그것이 나가노 작가의 "'작가성'이라 할 수 있지 않을까"라고 평가하였다.
본작의 주인공 치이카와는 북라이브 주최 "마가데미상 2022"에서 심사위원 특별상을 수상하였다. 추천 캐릭터 리스트 중에서 만장일치로 선정된 결과였다.
또한 2022년에 산요도 서점이 주최한 코믹 어워드 "데라코미! 3"에서 3위로 수상하였다.
2024년도 제53회 일본만화가협회상에서는 만화 부문에서 대상을 수상하였다.

## 타겟층
DIAMOND SIGNAL의 라이터 도쿠시게 타츠노리(徳重龍徳)에 따르면, 공식 트위터 팔로워의 성비는 남성이 44.1%, 여성이 55.9%로, 귀여운 그림체의 만화임에도 불구하고 의외로 남성 팬들의 지지도 적지 않다. 콜라보 상품은 여성 대상 제품이 많은 편이지만, 《나의 히어로 아카데미아》나 《도쿄 리벤저스》 등 인기 소년 만화와의 협업도 늘어나고 있어, 남성층에게 더 큰 인기를 얻을 잠재력이 충분하며, 앞으로의 인기 확산도 기대된다고 평가하고 있다.
패션 브랜드 GU와의 콜라보에서는 여성 및 키즈·베이비용 상품만 판매되어, 일부 남성 팬들 사이에서 아쉬움의 목소리가 나왔다. 이에 대해 J-CAST 뉴스가 GU에 취재한 결과, GU 측은 다음과 같이 답변했다 "그러한 의견이 있다는 것은 알고 있으며, 매우 감사하게 생각하며 진지하게 받아들이고 있다. 이번 콜라보는 '치이카와' 팬층의 중심인 여성을 타겟으로 전개하였다. 또한 부모와 자녀가 커플룩(링크 코디)을 즐길 수 있도록 키즈 및 베이비 라인도 함께 구성하였다."

## 콜라보레이션

### 열차 래핑
한큐 1000계 차량
- 1XX4F[22], (다카라즈카 본선 · 치이카와호),  1XX7F[23], (고베 본선 · 하치와레호)

한큐 1300계 차량
- 1XX1F[24], (오사카 메트로 사카이스지선 · 우사기호)

※ 2023년 8월 4일부터 2024년 3월 28일까지 운행할 수 있음

### 시설물
- 도쿄 스카이 트리 (2023년 10월 17일부터 2024년 1월 16일까지)
- 고코쿠지(護国寺) (2024년 1월 9일부터 2024년 6월 30일까지)

### 기타
- 롯데웰푸드 빼빼로 (세븐일레븐, 2023년 10~12월 판매)
- 레디백 (세븐일레븐, 2023년 10~12월 판매)
- 일본코카콜라 (2023년 10월 16일 ~ 현재)
- 야마자키 제빵 (2023년 10월 1일 ~ 11월 30일)
- 스키야 (2023년 11월 21일 ~ 현재)
- 세븐일레븐 × 치이카와 따뜻해지는 기분이야  (2024년 12월 3일 ~ 현재)
- 이디야커피 (2024년 12월 17일 ~ 2025년 상반기)
- 2025 Kaohsiung Wonderland (2025년 1월 25일 ~ 2월 16일)
- MLB 도쿄시리즈 (2025년 3월)

## 수상 내역
| 연도   | 시상식           | 부문               | 결과     | 참고 자료 |
| ------ | ---------------- | ------------------ | -------- | --------- |
| 2022년 | 일본 캐릭터 대상 | 캐릭터 라이선스 상 | 그랑프리 |           |